# Ashley Hamilton (cestista)
Ashley Georges Plummer Hamilton (Amburgo, 28 settembre 1988) è un cestista statunitense naturalizzato britannico.

## Carriera
Ad inizio stagione 2013-14 ha giocato in Serie A con Pesaro, trasferendosi poi il 31 ottobre alla Viola Reggio Calabria in DNA Silver.
In precedenza ha giocato a livello di college alla Loyola Marymount University dal 2008 al 2013. Prima di approdare negli Stati Uniti ha vissuto a Londra, giocando nel settore giovanile dei London Towers, e a Las Palmas de Gran Canaria. Nel campionato iberico ha militato nel Gran Canaria e  nel CB Tenefe Vecindario in Liga EBA (quarto livello del campionato).
Ha vestito la maglia della Gran Bretagna per la prima volta nel 2010, in amichevole contro il Canada.